# モーダストレンス
モーダストレンス（英: Modus tollens, MT）は、間接証明（indirect proof）や対偶による証明（proof by contraposition）の正式な名称である。ラテン語で「否定によって肯定する様式」の意。後件否定（denying the consequent）とも呼ぶが妥当な論証形式であり、似たような名称の妥当でない論証形式（後件肯定や前件否定）とは異なる。
モーダストレンスは次のような形式である。
P ならば Q である。
Q は偽である。
従って、P は偽である。

## 形式的記法
論理演算の記法では、次のようになる。
{\displaystyle ((P\to Q)\land \neg Q)\vdash \neg P}
ここで {\displaystyle \vdash } は論理的帰結を表す。
集合論の形式では次のようになる。
{\displaystyle P\subseteq Q}
{\displaystyle x\notin Q}
{\displaystyle \therefore x\notin P}
（P は Q の部分集合である。x は Q に属さない。従って、x は P に属さない）
自然演繹の記法では次のようになる。
{\displaystyle {\frac {\vdash P\to Q~~~\vdash \neg Q}{\vdash \neg P}}}
また、次のような形式もある。
もし P なら Q である。
Q でない。
従って、P でない。

## 解説
この論証には2つの前提条件がある。第一の前提は「P ならば Q」という形式の文であり、含意を表している。第二の前提は、Q が偽であることを主張している。これら2つの前提から、論理的に P が偽でなければならないことを結論として導いている。
例えば、次のような例がある。
ここに火があるなら、ここには酸素がある。
ここには酸素がない。
従って、ここには火がない。
別の例を挙げる。
リジーが殺人者なら、彼女は斧を持っている。
リジーは斧を持っていない。
従って、リジーは殺人者ではない。
これらの前提がどちらも真であるとする。リジー・ボーデンが殺人者なら、彼女は斧を持っていたに違いない。そして、実際にはリジーは斧を持っていなかった。結果として、彼女は殺人者ではないということになった。論証が妥当で、前提が真なら、結論も真となる。
もっとも、殺人者が常に斧を所有しているとは限らないのも自明である。例えば、斧を借りることもできる（従って、リジーは斧を所有していなくとも殺人者の可能性がある）。この場合、最初の前提が偽であることを意味する。論証が妥当であっても、前提が偽なら結論も偽となる。
モーダストレンスは、カール・ポパーが反証可能性について論じる際に使われ、有名になった。

## モーダスポネンスとの関係
モーダストレンスは、条件文型の前提に対して対偶をとることでモーダスポネンスに変換可能である。例えば、次のようになる。
P ならば Q である（前提ー含意）
Q でないならば P でない（その対偶）
Q でない（前提）
従って、P でない（モーダスポネンスによる帰結）
同様に、モーダスポネンスを対偶を使ってモーダストレンスに変換可能である。